# Batalla de Sidi Bou Zid
La batalla de Sidi Bou Zid va ser un enfrontament de la Segona Guerra Mundial ocorregut durant la campanya de Tunísia, als voltants de Sidi Bou Zid, a la zona central de Tunísia. S'hi van enfrontar les forces de l'Alemanya Nazi i les de l'Exèrcit dels Estats Units. Els alemanys comptaven amb la 10a Divisió Panzer i la 21a Divisió Panzer, integrants del 5è Exèrcit Panzer comandades pel Coronel General (Generaloberst) Hans-Jürgen von Arnim. Les forces nord-americanes es componien d'elements del 2n. Cos Nord-americà sota el comandament del General Lloyd Fredendall.

## Antecedents

Mapa de Tunísia durant la campanya de 1942-1943.

La batalla de Sidi Bou Zid hom desenvolupà com a part de la campanya de Tunísia. En aquesta s'enfrontaren les forces Aliades a les de les potències de l'Eix per controlar aquell país africà. L'intent aliat de capturar la capital de Tunísia després de l'Operació Torxa a finals de 1942 havia fracassat, tot acabant l'any amb una situació d'empat entre els dos bàndols. Una aturada en els combats era necessària per reconstruir la capacitat ofensiva. Les forces alemanyes en Tunísia eren comandades per Hans-Jürgen von Arnim, llavors líder del 5è Exèrcit Panzer (5.Panzer-Armee). El pla de von Arnim era mantenir la iniciativa que els havia permès fer retrocedir els aliats fruit d'alguns atacs aïllats.
El gener de 1943 Erwin Rommel (conegut com “la guineu del desert”) i llur Exèrcit Pànzer Germano-italià es retirà a la línia Mareth, una línia de fortificacions defensives franceses construïdes per protegir Tunísia dels atacs italians provinents de Líbia, coordinant-se amb von Arnim. Els alemanys controlaven la major part de Tunísia però des de novembre de 1942 la zona est de la Serralada de l'Atles havia passat a controla aliat. A aquesta zona els aliats tenien desplegades tropes poc experimentades del 2n Cos Estatunident del general Lloyd Fredendall i el mal equipat XIX Cos Francès el cap del qual era Alphonse Juin. Fredendall no havia visitat el front i era a vora 130 km d'aquest, en una zona propera a Tebessa coneguda com a "Speedy Valley". Sense dades del servei d'intel·ligència que li permeteren intuir les intencions de l'enemic, Fredendall escampà les seves tropes per tota la línia per poder respondre a tots i qualsevol dels moviments de l'enemic. Aquesta tàctica va deixar moltes unitats aïllades i sense possibilitat de donar-se suport mutu en cas de rebre un atac concentrat. En Sidi Bou Zid, Fredendall cregué el consell dels seus comandants de Divisió, ordenant directament el posicionament dels punts de defensa de les unitats desplaçades a la zona, que incloïen el 168è Regiment de combat de la 34a. Divisió d'Infanteria estatunidenca comandada pel Coronel Thomas Drake i el Comandament de Combat A (Combat Command A, CCA) sota les ordres d'en Raymond McQuillin. Les posicions ordenades per Fredendall eren predominantment a zones aïllades en cotes elevades a ambdues bandes del pas geogràfic, la qual cosa les exposava al perill de quedar isolades de la resta de forces i ser derrotades una rere l'altra.
Rommel era sabedor de l'amenaça d'un atac vers la costa de les forces aliades emplaçades a la dorsal est de l'Atles, que partiria les forces de l'Eix en dues, tallant ensems la línia de subministre des de Tunis que alimentava l'Exèrcit Pànzer Germano-italià.
El 30 de gener Von Arnim envià un atac de la 21a Pànzer al Pas de Faid, posició ocupada pel XIX Cos de França. Després de rebre una sol·licitud d'ajuda dels francesos, Fredendall reaccionà amb trigança i les tropes de von Arnim venceren les hosts franceses, aconseguint l'objectiu i provocant nombroses baixes.

## Batalla

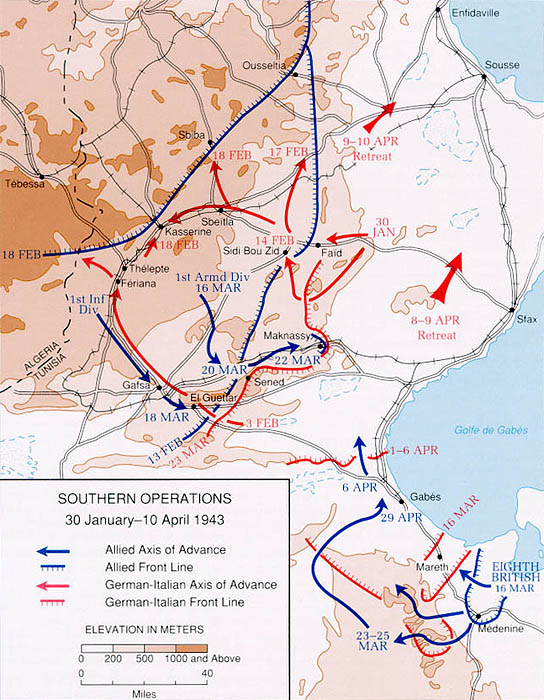

A les 04:00 del 14 de febrer, quatre grups de batalla alemanys amb 140 tancs provinents de la 10a i 21a divisions "pànzer" engegaren sota les ordres del general Heinz Ziegler, segon d'en Von Arnim, travessant els pasos de Faïd i Maizila (emplaçaments inspeccionats pel general Dwight D. Eisenhower tan sols tres hores abans) amb la intenció d'atacar Sidi Bouzid.
En el començament del combat, tancs de la 10a divisió Pànzer, enmig d'una tempesta de sorra avançaren cap a l'oest dividint-se en dos grups (anomenats Reimann i Gerhardt, respectivament). Tropes del CCA tractaren de ralentitzar l'avanç alemany amb descàrregues d'artilleria d'un obús M101 instal·lat en un M4 Sherman. La resposta alemanya fou un bombardeig de la posició aliada amb canons de 88 mm. Al voltant de les 10 del matí els alemanys completaren l'encerclament al Djebel Lessouda (defès per la Força Lessouda, un batalló cuirassat sota comandament del Tinyent Colonel John K. Waters, el gendre de George S. Patton) i xocaren al nord de Sidi Bouzid.
Mentrestant, el pas de Maizila al sud estava ja assegurat pels dos grups de la 21a Divisió Pànzer (grups Schütte i Stenckhoff). El grup Schütte s'adreçà cap al nord per enfrontar-se a dos batallons del 168è regiment en el Djebel Ksaira alhora que el grup Stenckhoff s'adreçà cap al nord-oest a Bir el Hafey amb intenció de voltar i apropar-se a Sidi Bouzid des de l'oest. Intensament bombardejat per l'Schütte Group, el coronel Thomas Drake sol·licità autorització para retirar-se. Fredendall desestimà la petició, ordenant-li mantenir la posició i esperar l'arribada de reforços, la qual cosa no es va produir. A les cinc de la tarda, Stenckhoff i la 10a Pànzer es trobaren. Els tancs i l'artilleria dels nord-americans del CCA havien estat empesos 15 km a l'oest en direcció a Djebel Hamra, amb la pèrdua de 44 tancs i nombrosos canons.

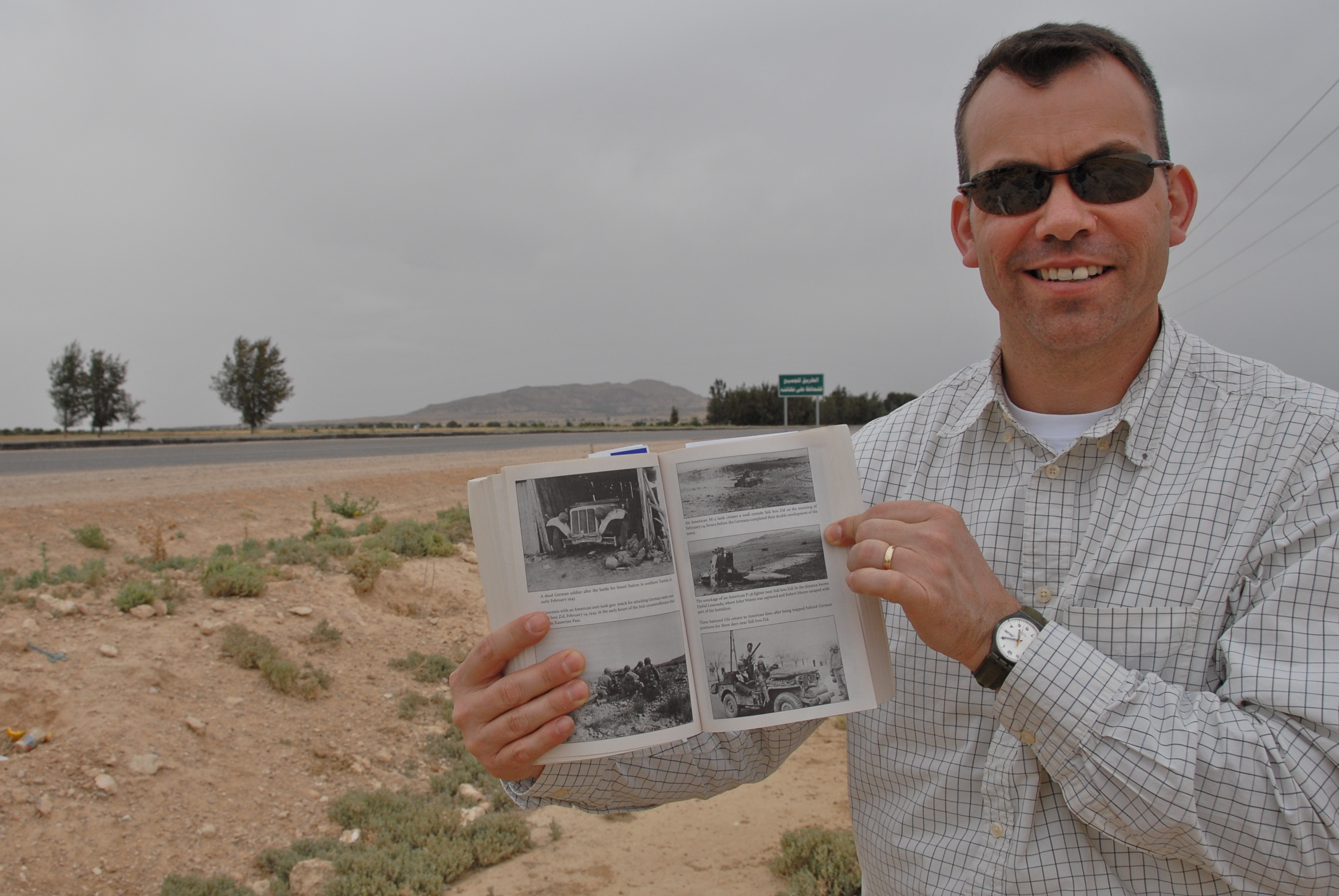
Llibre on es parla de la Batalla exposat en la plana de Sidi Bou Zid. En el fons, tossals Djarbel Lessouda, on John Waters fou capturat i Robert Moore escapà amb part del seu batalló

La infanteria quedà aïllada en les muntanyes Djebel Lessouda, Djebel Ksaira i el Djebel Garet Hadid així com parts del 81è batalló cuirassat de reconeixement de la 1a divisió cuirassada.
De nit, el comandant de la 1a divisió cuirassada Orlando Ward envià l'escamot de combat C (CCC) cap a Djebel Hamra per contraatacar a Sidi Bouzid el dia 15 de febrer. Tanmateix l'atac es desenvolupà en terreny pla i exposat, sent metrallat i bombardejat des del bell començament, acabant caient entre dues divisions cuirassades alemanyes amb més de 80 tancs Panzer IV, Panzer III i Tiger I. El contingent hagué de retirar-se, perdent més de 46 tancs mitjans, 130 vehicles i nou canons autopropulsats, reprenent per ben poc la posició del Djebel Hamra. En acabar la vesprada, von Arnim donà ordre a tres dels grups de dirigir-se vers Sbeitla. Trobaren la resistència dels malmesos CCA i CCC, que hagueren de cedir terreny. El 16 de febrer, amb suport aeri, els alemanys feren retrocedir el CCB i entraren en Sbeitla.

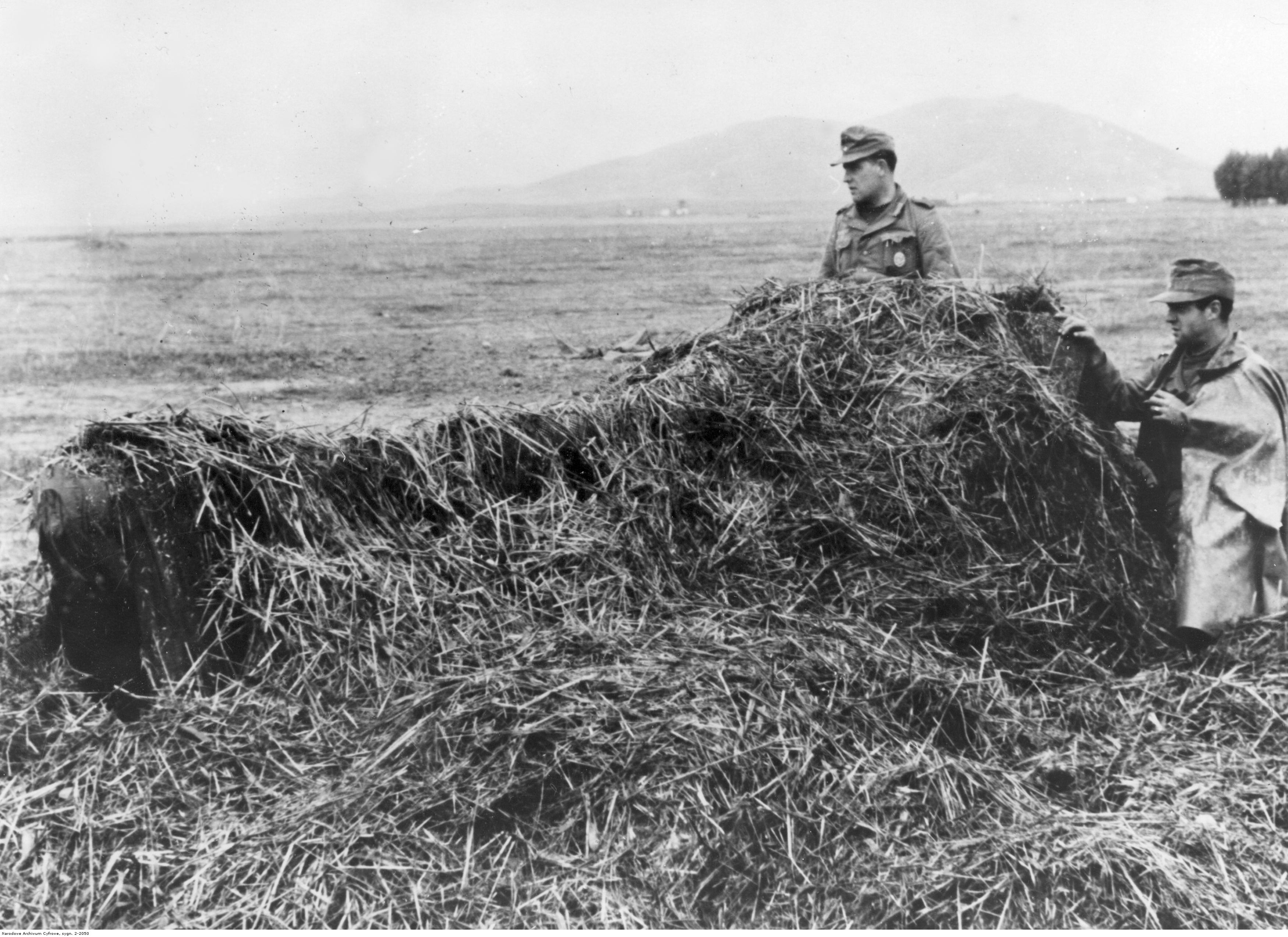
Dos soldats de l'Eix amb un Canó antitancs Pak 40 camuflat al front de Tunísia (gener de 1943)

## Conseqüències
Es poden resumir amb: La feina dels experimentats soldats i comandaments alemanys fou molt eficient, causant nombroses baixes a l'exèrcit estatunidenc abans de la retirada del 17 de febrer. El mal rendiment dels aliats en les accions bèl·liques de finals de gener i començament de febrer, així com el que ocorrerà en la següent Batalla del Pas de Kasserine feu pensar els alemanys que malgrat les unitats nord-americanes estaven ben equipades, en realitat s'enfrontaven a un enemic inferior, tant en lideratge com en habilitat tàctica. Aquesta creença calà en els comandaments de l'Eix portant a subestimar les capacitat dels aliats a mesura que aquests guanyaven experiència i es rellevaven els pitjors oficials.